# 合流區
合流區，是四川省鄰水縣下轄的一個區級行政單位，存在至1993年。

## 沿革[1]
1951年6月，縣政府調整區鄉行政區劃時，決定將原第二區公所所管轄的合豐、牟家、九峰3個鄉划出，新建第三區公所，駐地設在合豐鄉場鎮(現合流鄉)。1952年8月。九峰鄉劃歸第五區(幺灘區)公所管轄。1953年4月，第三區公所增轄峰樂、清溪2個鄉。9月，又增轄紅岩、松花、甘壩3個鄉。1955年3月，九峰鄉又劃歸第三區管轄。1956年1月，第三區公所改稱合流區公所，下轄合豐、牟家、甘壩、九峰、紅岩5個鄉(1958年9月後稱人民公社)。1966年5月「文革」開始後，合流區公所工作受到干擾。1967年上海「一月風暴」後，區公所無法堅持工作，處於半癱瘓狀態．3月，在區人武部主持下，建立了合流區生產辦公室，代行區公所職能。